# Đại học Colorado Denver
Đại học Colorado Denver là một trường đại học nghiên cứu công lập trong tiểu bang Colorado. Đây là một trong ba trường trong hệ thống Đại học Colorado. Trường này có hai cơ sở - một cơ sở trong trung tâm thành phố Denver tại Auraria, và cơ sở y tế Anschutz tọa lạc ở Aurora. Trường đại học này là kết quả hợp nhất của hai trường đại học năm 2004: Đại học Colorado ở Denver và Đại học Trung tâm Khoa học Y tế Colorado. Đại học Colorado Denver là tổ chức nghiên cứu lớn nhất ở Colorado, thu hút hơn 375 triệu đô la Mỹ tài trợ nghiên cứu hàng năm, và cấp bằng đại học nhiều hơn bất kỳ cơ sở giáo dục đại học nào khác trong tiểu bang Colorado.